# Halvhornskniv
Halvhornskniv är en brukskniv uppbyggd/inspirerad utifrån den samiska traditionen. Huvudsakligt material är förutom bladet i stål, ren- eller älg-horn men kniven kan även innehålla delar av träslag från norra Norden. Namnet halvhornskniv fastställdes av Svensk knivförening efter remiss till landets alla knivföreningar.